# Вилсол (Монтана)
Вилсол (енгл. Wilsall) насељено је место без административног статуса у америчкој савезној држави Монтана.

## Демографија
По попису из 2010. године број становника је 178, што је 59 (-24,9%) становника мање него 2000. године.
| Група             | 2000.       | 2010.       |
| Белци             | 226 (95,4%) | 175 (98,3%) |
| Афроамериканци    | 0 (0,0%)    | 0 (0,0%)    |
| Азијати           | 0 (0,0%)    | 0 (0,0%)    |
| Хиспаноамериканци | 7 (3,0%)    | 2 (1,1%)    |
| Укупно            | 237         | 178         |